# リンク切れ
リンク切れ（リンクぎれ）とは、あるウェブページ上に設けられたハイパーリンク先のページに接続できないこと。原因としては、リンク先のページが失われた、URLが変更された、リンク先のウェブサーバーに不具合が生じているという、以上3つの可能性が考えられる。これらのうち、狭義では、リンク先にあった情報の再取得に手数が掛かるもしくは不可能な「リンク先のページが失われた状態・状況」のみをいう。
英語では "broken link"、"dead link"、"linkrot"など、さまざまな表現がある（※英語版を参照）。日本語では "dead link" を音写した「デッドリンク」が外来語として通用しており、「ブロークンリンク」や「リンクロット」などの表現はまれである。

## 概要

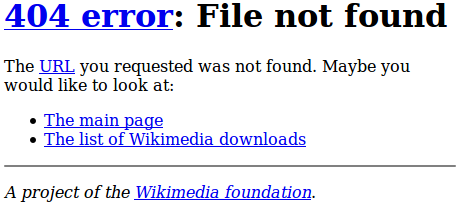
ウィキペディアで表示される 404 error のウィンドウ

インターネットの普及が進むにつれて広く使用されるようになり、一部のインターネット用語辞典（ウェブリオ『IT用語辞典バイナリ』）や一部の汎用辞典（小学館『デジタル大辞泉』）、新語辞典に掲載されるなど、通用語として定着し始めている。
「リンクが切れている」という主語+述語の形で表すこともでき、「リンク先の使用期限が切れている」、もしくは「リンク先との繋がりが途切れている」といった意味から来た言葉と推測される。広義ではリンク先が閉鎖している（閉鎖を知らせるページがある）場合にも用いられる。
リンク切れのウェブページにアクセスした場合の代表的な結果は、HTTPステータスコードが 404 Not Found の応答が返されることである。このほか、かつてコンテンツが存在し消滅したことを示すステータスコード410 Gone も存在する。

## 使用例
電子掲示板等に貼られたURLに対して使われることが多い。過去のログが大量に残る電子掲示板の特徴に由来するもので、数ヶ月や数年も前に貼られたURLはリンク切れであることが多い。「そのURL、リンク切れだよ」、「そのURL、リンクが切れてるよ」のようにリンクを貼った管理者に対して指摘するように使うことも多い。
ウェブサイトを運営している管理者にとっては、別サイトと相互リンクをしたは良いがいつの間にかリンク切れとなっている場合もある。

## その他
リンクを掲載したサイトが閉鎖され、ドメインが誰でも再取得できる状態になり、ドメイン再取得業者のドメインパーキングページになっていた場合も、「リンク切れ」と表される場合がある。